# Championnats panarabes d'athlétisme 1999
Navigation
Édition précédente Édition suivante
Les Championnats panarabes d'athlétisme 1999 se sont déroulés  à Beyrouth au Liban. Organisés deux mois après les Jeux panarabes de 1999 et quelques jours après les championnats du monde d'athlétisme auxquelles avait pris part l'élite de l'athlétisme arabe, ils étaient plutôt une compétition de consolation. Les pays les plus performants des Jeux panarabes à savoir la Tunisie (31 médailles dont 12 en or) et le Maroc (28 médailles dont 10 en or), ainsi que la Jordanie et l'Algérie étaient absents. Alors les battus des jeux se sont consolés: L'Égypte passe de 3 titres à 12 et le Qatar de 6 à 10.  

## Résultats

### Hommes[1]
| Event                 | Or                                        | Or              | Argent                                  | Argent          | Bronze                                 | Bronze         |
| --------------------- | ----------------------------------------- | --------------- | --------------------------------------- | --------------- | -------------------------------------- | -------------- |
| 100 mètres            | Jamal Essaffar Arabie saoudite            | 10 s 33         | Saâd Meftah Qatar                       | 10 s 45         | Hamoud Abdallah Eddalhami Oman         | 10 s 47        |
| 200 mètres            | Hamoud Abdallah Eddalhami Oman            | 20 s 94         | Salem Mubarak al-Yami Arabie saoudite   | 21 s 28         | Mohamed Abdallah Al-Huti Oman          | 21 s 47        |
| 400 mètres            | Ibrahim Ismaïl Qatar                      | 46 s 15         | Salaheddine Essafi Qatar                | 46 s 57         | Amine Badawi Gomâa Égypte              | 47 s 33        |
| 800 mètres            | Salah Fadhl-Allah Ettaïeb Arabie saoudite | 1 min 50 s 47   | Abderrahman Suleiman Qatar              | 1 min 50 s 13   | Ahmed Salem El-Balawi Arabie saoudite  | 1 min 51 s 18  |
| 1 500 mètres          | Ibrahim Mohamed Adan Somalie              | 3 min 49 s 27   | Abubaker Ali Kamal Qatar                | 3 min 49 s 66   | Othman Mohamed Othman Arabie saoudite  | 3 min 50 s 72  |
| 5 000 mètres          | Khamis Abdallah Seif Qatar                | 14 min 21 s 73  | Saâd Shaddad El Asmary Arabie saoudite  | 14 min 24 s 10  | Ahmed Ibrahim Qatar                    | 14 min 33 s 24 |
| 10 000 mètres         | Ahmed Ibrahim Qatar                       | 31 min 10 s 68  | Mokhallad El-Outaïby Arabie saoudite    | 31 min 10 s 76  | Kamel Kahil Algérie                    | 31 min 17 s 49 |
| Semi-marathon         | Ali Awadh Liban                           | 1 h 10 min 37 s | Samer El Hariri Syrie                   | 1 h 15 min 47 s | Mahmoud Ayach Liban                    | 1h 17 min 43 s |
| 3000 mètres steeple   | Saâd Shaddad El Asmary Arabie saoudite    | 8 min 22 s 28   | Khamis Abdallah Seif Qatar              | 8 min 22 s 54   | Hassen Ali El Asmary Arabie saoudite   | 8 min 59 s 70  |
| 110 mètres haies      | Mubarak Khassif Qatar                     | 14 s 16         | Nassim Mezian Ibrahim Qatar             | 14 s 27         | Nader Hosny Saâd Égypte                | 14 s 48        |
| 400 mètres haies      | Hadi Soua'an Al-Somaily Arabie saoudite   | 49 s 14         | Zahredine Najm Syrie                    | 40 s 66         | Badr Abderrahman Koweït                | 51 s 6         |
| Saut en hauteur       | Jean-Claude Rbat Liban                    | 2,20 m          | Ali Mohamed Fadaak Qatar                | 2,13 m          | Omar Moussa Al-Masrahi Arabie saoudite | 2,13 m         |
| Saut à la perche      | Abdallah Ghanem Qatar                     | 4,85 m          | Walid Abdellatif Égypte                 | 4,20 m          | Yahia Saleh El-Hachimi Oman            | 4,10 m         |
| Saut en longueur      | Hatem Mohamed Mersal Égypte               | 8,15 m          | Hessine Tahar Essabaâ Arabie saoudite   | 7,81 m          | Khaled El-Bekheet Koweït               | 7,49 m         |
| Triple saut           | Mohamed Majdy Abdelaziz Qatar             | 16,35 m         | Salem Messaêd El-Ahmadi Arabie saoudite | 16,06 m         | Mohamed Adam Mohamed Arabie saoudite   | 16,02 m        |
| Lancer du poids       | Bilal Saâd Qatar                          | 18,71 m         | Khalid El-Khalidi Arabie saoudite       | 18,29 m         | Ahmed Ghalloum Koweït                  | 17,91 m        |
| lancer du disque      | Rashed Eddoussari Qatar                   | 56,93 m         | Saber Salem Bayaha Émirats arabes unis  | 56,26 m         | Khalid El-Khalidi Arabie saoudite      | 56,02 m        |
| Lancer du marteau     | Nasser El Jar-Allah Koweït                | 61,97 m         | Yamen Hessine Abdelmeneim Égypte        | 61,43 m         | Anwar Abdallah El-Fallah Koweït        | 57,10 m        |
| Lancer du javelot     | Ali Saleh El-Jadaani Arabie saoudite      | 70,11 m         | Firas El-Mahameed Syrie                 | 69,34 m         | Ghanem Jaouhar Koweït                  | 67,92 m        |
| Décathlon             | Ahmed Hassen Moussa Qatar                 | 7482 pts        | Mustapha Hessine Égypte                 | 7007pts         | Ali Dahane Syrie                       | 6742 pts       |
| Relais 4 × 100 mètres | Arabie saoudite                           | 39 s 45         | Qatar                                   | 39 s 61         | Oman                                   | 40 s 35        |
| Relais 4×400 mètres   | Qatar                                     | 3 min 6 s 63    | Koweït                                  | 3 min 7 s 64    | Arabie saoudite                        | 3 min 8 s 47   |

### Dames[2]
| Event                 | Or                           | Or              | Argent                     | Argent         | Bronze                      | Bronze         |
| --------------------- | ---------------------------- | --------------- | -------------------------- | -------------- | --------------------------- | -------------- |
| 100 mètres            | Wafa Mubarak Égypte          | 12 s 57         | Lina Bajany Liban          | 12 s 76        | Hela Abderrahim Égypte      | 13 s 12        |
| 200 mètres            | Wafa Mubarak Égypte          | 25 s 69         | Diala Eshab Liban          | 26 s 21        | Samar Danoun Syrie          | 26 s 68        |
| 400 mètres            | Diala Eshab Liban            | 56 s 99         | Samar Danoun Syrie         | 58 s 90        | Hela Abderrahim Égypte      | 59 s 5         |
| 800 mètres            | Zeineb Bakour Syrie          | 2 min 15 s 67   | Ahlem El Wardi Syrie       | 2 min 22 s 0   | Mirvat Hamza Liban          | 2 min 22 s 28  |
| 1 500 mètres          | Zeineb Bakour Syrie          | 4 min 45 s 1    | Mirvat Hamza Liban         | 4 min 57 s 3   | Liliana Al-Ayubi Syrie      | 5 min 1 s 1    |
| 5 000 mètres          | Zeineb Bakour Syrie          | 17 min 37 s 85  | Liliana Al-Ayubi Syrie     | 18 min 51 s 98 | Houda Al-Awadhi Liban       | 19 min 30 s 58 |
| 10 000 mètres         | Zeineb Bakour Syrie          | 38 min 29 s 3   | Liliana Al-Ayubi Syrie     | 39 min 16 s 69 | Houda Al-Awadhi Liban       | 42 min 33 s 65 |
| Semi-marathon         | Zeineb Baccour Syrie         | 1 h 31 min 46 s | Liliana Al-Ayubi Syrie     | 1h 43 min 50 s | Houda Al-Awadhi Liban       | 1 h 44 min     |
| 100 mètres haies      | Hager Mohamed Bilal Égypte   | 14 s 97         | Manar Mohamed Égypte       | 15 s 12        | Rola Hambersian Syrie       | 15 s 86        |
| 400 mètres haies      | Diala Eshab Liban            | 61 s 65         | Hela Abderrahim Égypte     | 61 s 85        | Samar Danoun Syrie          | 64 s 23        |
| Saut en hauteur       | Manar Mohamed Égypte         | 1,69 m          | Rola Hambersian Syrie      | 1,69 m         | Karine Boushakejian Liban   | 1,63 m         |
| Saut en longueur      | Mona Sabry Égypte            | 5,90 m          | Ghada Ismaïl Égypte        | 5,49 m         | Rola Hambersian Syrie       | 5,39 m         |
| Triple saut           | Ghada Ismaïl Égypte          | 12,13 m         | Mona Sabry Égypte          | 12,08 m        | Rola Hambersian Syrie       | 11,01 m        |
| Lancer du poids       | Wafa Ismaïl Baghdadi Égypte  | 15,26 m         | Hana El Meligui Égypte     | 12,27 m        | Rola Hambersian Syrie       | 10,20 m        |
| lancer du disque      | Janette Ayoub Liban          | 40,04 m         | Marwa Ahmed Hessine Égypte | 37,43 m        | Wafa Ismaïl Baghdadi Égypte | 34,59 m        |
| Lancer du marteau     | Marwa Ahmed Hessine Égypte   | 56,60 m         | Janette Ayoub Liban        | 32,22 m        | Wafa Ismaïl Baghdadi Égypte | 29,47 m        |
| Lancer du javelot     | Mona Mustapha Youssef Égypte | 45,84 m         | Salam Saïd Syrie           | 43,73 m        | Ghofran Eshamak Syrie       | 34,69 m        |
| Relais 4 × 100 mètres | Égypte                       | 50 s 19         | Liban                      | 51 s 16        | Syrie                       | 53 s 50        |
| Relais 4×400 mètres   | Égypte                       | 4 min 4 s 85    | Syrie                      | 4 min 7 s 90   | Liban                       | 4 min 44 s 27  |

## Tableau des médailles

### Hommes
| Rang | Nation              | Or | Argent | Bronze | Total |
| ---- | ------------------- | -- | ------ | ------ | ----- |
| 1    | Qatar               | 10 | 8      | 1      | 19    |
| 2    | Arabie saoudite     | 6  | 6      | 7      | 19    |
| 3    | Liban               | 2  | 0      | 1      | 3     |
| 4    | Égypte              | 1  | 3      | 2      | 6     |
| 5    | Koweït              | 1  | 1      | 5      | 7     |
| 6    | Oman                | 1  | 0      | 4      | 5     |
| 6    | Somalie             | 1  | 0      | 0      | 1     |
| 8    | Syrie               | 0  | 3      | 1      | 4     |
| 9    | Émirats arabes unis | 0  | 1      | 0      | 1     |
| 10   | Algérie             | 0  | 0      | 1      | 1     |
| 11   | Soudan              | 0  | 0      | 0      | 0     |
| -    | Total               | 22 | 22     | 22     | 66    |

### Dames
| Rang | Nation | Or | Argent | Bronze | Total |
| ---- | ------ | -- | ------ | ------ | ----- |
| 1    | Égypte | 11 | 6      | 4      | 21    |
| 2    | Syrie  | 5  | 8      | 9      | 22    |
| 3    | Liban  | 3  | 5      | 6      | 14    |
| -    | Total  | 19 | 19     | 19     | 57    |